# CardDAV
CardDAV — (VCard расширение для WebDAV) — это клиент/серверный протокол адресной книги, предназначенный для предоставления пользователям доступа к общим данным на сервере. Протокол CardDAV был разработан IETF и опубликован в RFC 6352 в августе 2011 года. CardDAV основан на WebDAV, который, в свою очередь, основан на HTTP, и использует контактную информацию vCard.

## История
CardDAV был предложен в качестве открытого стандарта для управления контактами в августе 2011 года. Он стал известен как протокол синхронизации в iOS 7 и стал поддерживается Gmail, где  заменил больше не поддерживаемый Google стандарт ActiveSync.
В октябре 2013 года стандарт получил обновление, которое позволило получать изображения контактов с более высоким разрешением и снизить объем данных.

## Спецификация
Спецификацию предложил в качестве стандарта IETF как RFC 6352 в августе 2011 года К. Дабу из Apple Inc.